# Psorula
Psorula — рід грибів родини Psoraceae. Назва вперше опублікована 1980 року.